# Arnold Wesker
Arnold Wesker (Stepney, 1932. május 24. – Brighton, 2016. április 12.) angol drámaíró.
Wesker a brit dühöngő ifjúság, a szociális érzékenységű irodalmi és filmes művészeti újhullám egyik jelentős írója volt. Egyike volt a legtöbbet játszott drámaíróknak. Korai darabjaiban az angol munkásosztály hétköznapjaival foglalkozott. A Gyökerek és A konyha című műveit időről időre Magyarországon is játszani szokták. Az utóbbit meg is filmesítették. Az 1960-as években az atomfegyver-ellenes mozgalmak egyik vezetőjeként börtönbüntetést kapott.
Ötven színműve mellett verseket, novellákat, és egy gyerekkönyvet is írt. 2006-ban lovagi címet kapott II. Erzsébettől. 2016. április 12-én, 83 évesen halt meg Parkinson-kórban.

## Fontosabb művei
- Chicken Soup with Barley, 1958
- Roots (Gyökerek), 1959
- Chips with Everything
- Four Seasons
- I'm talking about Jerusalem, 1960
- The Kitchen (A konyha), 1959
- Their Very Own and Golden City, 1965
- The Friends, 1970
- The Merchant, 1976
- Beorhtel's Hill, 1989
- Wild Spring, 1992
- Honey, 2005 (regény)

## Magyarul
- A konyha. Színmű; ford. Székely György; Színháztudományi Intézet, Bp., 1964 (Világszínház)
- A konyha. Budapest, Nemzeti Színház, 1979. május. Műsorfüzet; ford. Székely György, rend. Zsámbéki Gábor, szerk. Fodor Géza, Litvai Nelli; NPI Ny., Bp., 1979
- Konyha. Három színmű; ford. Bart István, Bartos Tibor; Európa, Bp., 1984 (Modern könyvtár)
- Shylock. Színmű két felvonásban; ford. Fábri Péter; in: Színház, 1997/szept.